# فوتشي غويانية
فوتشي غويانية (الاسم العلمي: Vochysia guianensis) هو نوع من النباتات يتبع جنس الفوتشي من الفصيلة الفوتشية.